# Erebia beelzebub
Erebia beelzebub är en fjärilsart som beskrevs av Costa. Erebia beelzebub ingår i släktet Erebia och familjen praktfjärilar. Inga underarter finns listade i Catalogue of Life.